# 192439 Cílek
(192439) Cílek, denumire internațională (192439) Cilek, este un asteroid din centura principală de asteroizi.

## Descriere
192439 Cílek este un asteroid din centura principală de asteroizi. A fost descoperit pe 1 noiembrie 1997 la Observatorul Kleť de Jana Tichá și Miloš Tichý. Asteroidul prezintă o orbită caracterizată de o semiaxă mare de 2,41 ua, o excentricitate de 0,20 și o înclinație de 1,6° în raport cu ecliptica.